# Burza meteorów
Burza meteorów lub Atak meteorytów (ang. Meteor Storm) – amerykański film science fiction z 2010 roku w reżyserii Tibora Takácsa. Wyprodukowany przez Arrow Film Distributors Ltd.

## Opis fabuły
Akcja filmu rozgrywa się w San Francisco. Potężna kometa przelatuje blisko Ziemi. Początkowo astronom Michelle Young (Kari Matchett) jest zachwycona. Wkrótce ciekawość ustępuje miejsca panice. Na miasto spadają tysiące ogromnych meteorytów. Mieszkańcy są w niebezpieczeństwie. Muszą walczyć o życie.

## Obsada
- Michael Trucco jako pułkownik Tom Young
- Kari Matchett jako doktor Michelle Young
- Lara Gilchrist jako Lena
- Kevin McNulty jako generał Brock
- Viv Leacock jako pułkownik Jack Clancey
- Eric Johnson jako Kyle
- Terry Chen jako Ryan

i inni